# Рянза (Земетчинский район)
Рянза — село в Земетчинском районе Пензенской области России, входит в состав Пролетарского сельсовета.

## География
Село расположено на берегу реки Рянза в 9 км на запад от районного центра посёлка Земетчино.

## История
Основано на землях, отказанных в 1688 г. боярину Федору Салтыкову и его сыну Василию. В конце XIX — начеле XX веков являлось волостным центром Моршанского уезда Тамбовской губернии. Клировые ведомости по церкви с.Рянза за 1848 г. см. ГАТО (ф. 181, оп.1, е.хр. 1146). Перед отменой крепостного права с. Рянза с д. Ниловкой и д. Ольховкой показаны как имение Ниловых, у них в трех селениях 734 ревизских души крестьян, 47 ревизских душ дворовых людей, 280 тягол на барщине, 54 тягла на оброке, 5 тягол – частью на барщине, частью на оброке, у крестьян 170 дворов на 98 десятинах усадебной земли, 1680 дес. пашни, у помещика 3064 дес. удобной земли, в том числе леса и кустарника 1283 дес., сверх того 100 дес. неудобной земли (Приложение к Трудам, т. 3, Морш. у., №14). В 1877 г. – 2 церкви, школа. В 1880-е гг. при селе и соседних деревнях Ниловка, Ольховка и Ждановка располагалось имение дворянина Петра Корнилаевича Нилова. В это время у него здесь 3700 десятин земли, в том числе 2100 – пахотной, 672 – леса и 486 десятин вырубленного леса; 120 рабочих лошадей, 30 волов, 44 коровы, 25 овец, 3 свиньи; на 107 десятинах выращивался картофель. В 1881 году в селе было 209 дворов, грамотных 27 мужчин и 7 женщин, 36 учащихся мальчиков и 3 девочки, у крестьян 1097 десятин надельной земли, 172 десятины снимали в аренду, насчитывалось 308 рабочих лошадей, 192 коровы, 407 овец, 330 свиней, 5 семей занимались пчеловодством, 4 сада (103 плодовых дерева). В 1913 г. в селе земская и церковноприходская школы, 1162 десятины надельной земли, имение наследниц Елены Петровны и Екатерины Петровны Ниловых. 
С 1928 года село являлось центром Рянзенского сельсовета Земетчинского района Тамбовского округа Центрально-Чернозёмной области (с 1939 года — в составе Пензенской области). В 1926 и 1934 годах различались села Нижняя и Верхняя Рянзы (по течению р. Рянзы), в первом – колхозы «Строитель» и имени Ворошилова, во втором – «Волна революции»; в обоих селах 415 хозяйств (1934 г.). В 1955 г. – центр сельсовета, центральная усадьба колхоза имени Ворошилова. В 1980-е гг. — центральная усадьба совхоза «Рянзенского». С 2010 года — село в составе Пролетарского сельсовета.
На 1 января 2004 года на территории села действовало 203 хозяйства, 533 жителя.
До 2014 года в селе действовала средняя общеобразовательная школа.

## Население
| 1858  | 1862  | 1877  | 1881  | 1897  | 1913  | 1926  |
| ----- | ----- | ----- | ----- | ----- | ----- | ----- |
| 1189  | ↗1411 | ↘1231 | ↗1399 | ↗1575 | ↗2161 | ↗2294 |
| 1934  | 1959  | 1979  | 1989  | 1996  | 2002  | 2010  |
| ↘2149 | ↘1837 | ↘1082 | ↘694  | ↘626  | ↘546  | ↘378  |